# Haworthia oculata
Haworthia oculata är en grästrädsväxtart som beskrevs av M. Hayashi. Haworthia oculata ingår i släktet Haworthia och familjen grästrädsväxter. Inga underarter finns listade i Catalogue of Life.